# Бободжанов, Муллорозик
Муллорозик Бободжанов (тадж. Муллорозиқ Бобоҷонов; 27 ноября 1894 года, Ходжентский уезд, Самаркандская область, Российская империя — 1968 год, Таджикская ССР) — звеньевой колхоза имени Сталина Ленинабадского района Ленинабадской области, Таджикская ССР. Герой Социалистического Труда (1948).

## Биография
Родился в 1894 году в крестьянской семье в одном из сельских населённых пунктов Ходжентского уезда (сегодня — Гафуровский район). До 1927 года трудился в личном подсобном хозяйстве. С 1928 года — рядовой колхозник, звеньевой хлопководческого звена, заведующий хлопковым участком колхоза имени Сталина Ленинабадского района. Член ВКП(б) с 1946 года.
В 1946—1947 годах звено Мулломорзика Бободжанова получила высокий урожай хлопка. Указом Президиума Верховного Совета СССР от 1 марта 1948 года «за получение высокого урожая хлопка при выполнении колхозом обязательных поставок и натуроплаты за работу МТС в 1947 году и обеспеченности семенами зерновых культур для весеннего сева 1948 года» удостоен звания Героя Социалистического Труда с вручением ордена Ленина и золотой медали «Серп и Молот».
Этим же Указом были удостоены звания Героя Социалистического Труда звеньевой Джурабай Атаев, Рахматбой Султанов, Гадойбой Юлдашев, бригадир Хосият Миралимова и председатель колхоза Пулат Бобокалонов. 
В 1960 году вышел на пенсию. Продолжал трудиться в колхозе до 1965 года.
Скончался в 1968 году.
Награды
- Герой Социалистического Труда
- Орден Ленина
- Орден Трудового Красного Знамени
- Почётная грамота Президиума Верховного Совета Таджикской ССР